# Daniel Lackner
Daniel Lackner, né le 26 mai 1987 à Wels, est un sauteur à ski autrichien.

## Biographie
Membre du club UVB Hinzenbach, il fait ses débuts en compétition internationale en 2003 et dans la Coupe du monde en 2006 à Kuopio, peu avant de marquer son premier point à Oslo. Il prend part ensuite essentiellement à la Coupe continentale, remportant six concours dans la compétition de 2006 à 2008. En janvier 2009, il obtient son meilleur résultat dans la Coupe du monde avec une 26e place à Innsbruck.
Il concourt au niveau international jusque lors de la saison 2011-2012.

## Palmarès

### Coupe du monde
- Meilleur classement général : 80e en 2009.
- Meilleur résultat individuel : 26e.

#### Classements généraux annuels
| Année | Rang |
| 2006  | 85e  |
| 2009  | 80e  |

### Coupe continentale
- 6e du classement général en 2009.
- 16 podiums, dont 6 victoires.